# Oleria lubilerda
Oleria lubilerda är en fjärilsart som beskrevs av Richard Haensch 1905. Oleria lubilerda ingår i släktet Oleria och familjen praktfjärilar. Inga underarter finns listade i Catalogue of Life.